# 配線部品
配線部品（はいせんぶひん）とは、電気回路を構成する部品（素子と呼ぶ）などを電気的に接続する電気伝導体、絶縁する絶縁体、それを支持するための部品を含む電気回路の構成要素である。

## 配線部品
- プリント基板
- ラグ板
- コネクタ
- 開閉器（スイッチ）
- 電線
- リード線
- がいし